# Anton Schmitz (Maler)

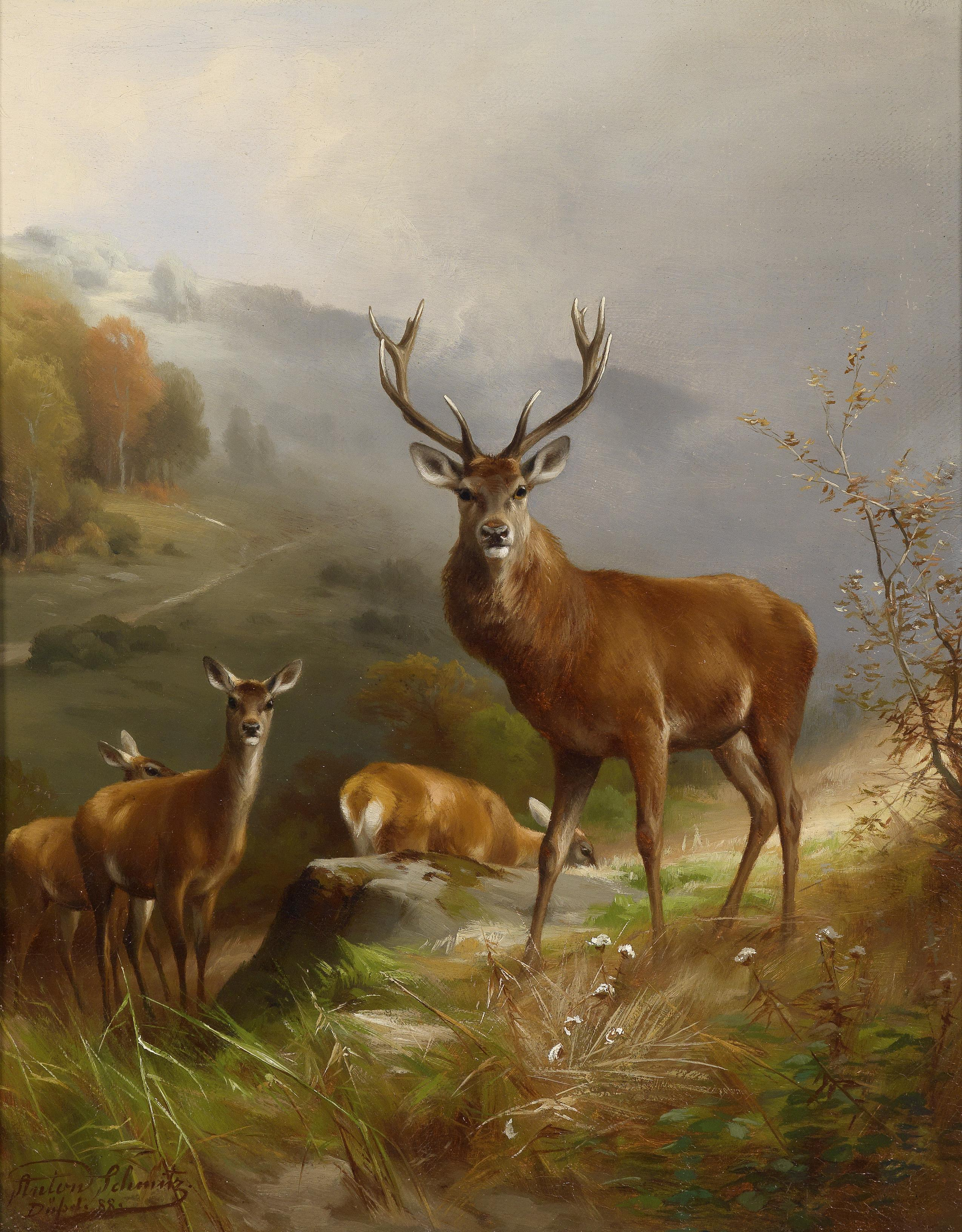
Rotwild

Anton Schmitz (* 2. Juli 1855 in Grimlinghausen; † 1935 in Morken) war ein deutscher Tier- und Jagdmaler.
Nach der kaufmännischen Lehre und Ausbildung zum Porzellanmaler lernte Schmitz ab 1874 Dekorationsmalerei in Weimar. 1876 wurde er Schüler von Carl Friedrich Deiker in Düsseldorf. Er war bis 1909 in Düsseldorf tätig, malte hauptsächlich Tier- und Jagdbilder und wurde Mitglied des Künstlervereins Malkasten. 1909 ließ er sich in Harff bei Grevenbroich nieder. Anton Schmitz wird der Düsseldorfer Malerschule zugeordnet. 